# Brian Martin
Pour les articles homonymes, voir Brian Martin (football), Brian Martin (basket-ball) et Brian Martin (sociologue).
Brian Martin, né le 19 janvier 1974 à Palo Alto, est un ancien lugeur américain ayant pris part à des compétitions dans les années 1990, 2000 et 2010 en luge double. Avec son coéquipier Mark Grimmette, il compose l'une des meilleurs duos en biplace masculin à partir de la fin des années 1990. À deux reprises, il monte sur un podium olympique, une médaille de bronze aux Jeux olympiques d'hiver de 1998 à Nagano puis une médaille d'argent aux Jeux olympiques d'hiver de 2002 à Salt Lake City. Aux Championnats du monde, le biplace Grimmette-Martin remporte au total neuf médailles entre 1999 et 2009 mais aucun titre : deux médailles d'argent en épreuve par équipes (États-Unis) en 2004 et 2005, sept médailles de bronze en biplace masculin en 1999, 2000, 2004, 2005, 2007 et 2009 et par équipes en 2001. Enfin en Coupe du monde, il remporte à trois reprises le classement général biplace en 1998, 1999 et 2003. Ces résultats démontrent la régularité au plus haut niveau de leur biplace malgré aucun titre olympique ou mondial. Il a pris sa retraite après les Jeux olympiques d'hiver de 2010.

## Palmarès
| Compétitions / Année    | Compétitions / Année    | 1998 | 1999 | 2000 | 2001 | 2002 | 2003 | 2004 | 2005 | 2006 | 2007 | 2008 | 2009 | 2010 |
| ----------------------- | ----------------------- | ---- | ---- | ---- | ---- | ---- | ---- | ---- | ---- | ---- | ---- | ---- | ---- | ---- |
| Jeux olympiques d'hiver | Jeux olympiques d'hiver | 3e   |      |      |      | 2e   |      |      |      | Ab.  |      |      |      | 13e  |
| Championnats du monde   | double                  |      | 3e   | 3e   | 8e   |      | 4e   | 3e   | 3e   |      | 3e   | 9e   | 3e   | -    |
| Championnats du monde   | mixte                   |      | 5e   | 4e   | 3e   |      | 7e   | 2e   | 2e   |      | 4e   | -    | 6e   | -    |
| Coupe du monde          | Coupe du monde          | 1er  | 1er  | 3e   | 4e   | 5e   | 1er  | 10e  | 4e   | 8e   | 6e   | 10e  | 8e   | 10e  |